# Philotheca trachyphylla
Philotheca trachyphylla är en vinruteväxtart som först beskrevs av Ferdinand von Mueller, och fick sitt nu gällande namn av Paul G. Wilson. Philotheca trachyphylla ingår i släktet Philotheca och familjen vinruteväxter. Inga underarter finns listade i Catalogue of Life.